# Hilmar Weilandt
Hilmar Weilandt (* 29. September 1966 in Stralsund) ist ein ehemaliger deutscher Fußballspieler.

## Sportliche Laufbahn

### Gemeinschafts-, Club- und Vereinsstationen
Weilandt kam 1977 von der BSG Kernkraftwerk Greifswald in die Jugendabteilung des F.C. Hansa Rostock. Zur Saison 1985/86 rückte der Defensivspieler in den Kader des Rostocker Oberliga-Teams, kam aber im Verlauf der Abstiegssaison der Hanseaten nicht zum Einsatz. Er debütierte am 20. August 1986 in der Liga, der zweithöchsten Spielklasse der DDR, in einem Punktspiel für Hansa. Mit einem Tor in 20 Spielen hatte er Anteil am Wiederaufstieg der Rostocker in die Eliteklasse. Im FDGB-Pokal gelangte Weilandt in dieser Saison mit dem F.C. Hansa bis ins Endspiel, in dem das Team von Trainer Werner Voigt dem 1. FC Lokomotive Leipzig mit 4:1 unterlag und Weilandt in der 65. Minute ausgewechselt wurde. In der Folgesaison 1987/88 belegte Weilandt mit Rostock den neunten Rang.

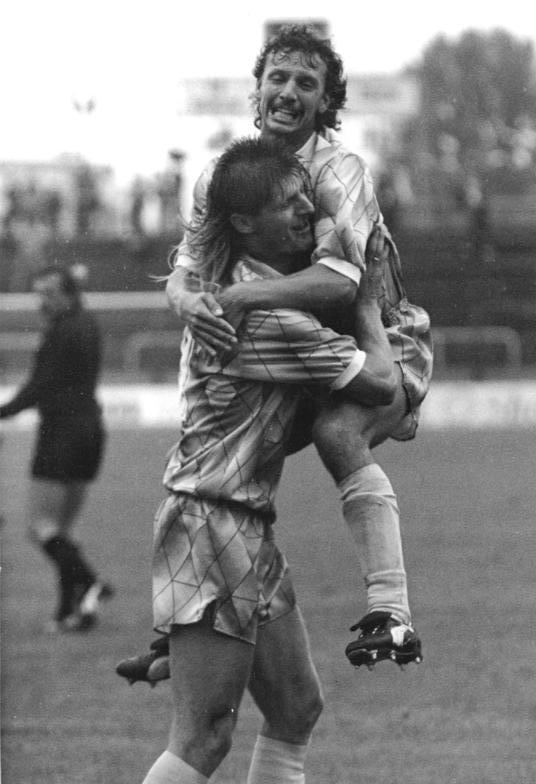
Hilmar Weilandt (oben) beim Jubel mit Volker Röhrich im Oberligaspiel gegen den FC Berlin im September 1990

Mit dem 1988/89 erreichten vierten Platz qualifizierte sich Rostock erstmals seit zwei Jahrzehnten wieder für den UEFA-Pokal, schied dort 1989/90 aber in der ersten Runde gegen den tschechoslowakischen Vertreter Baník Ostrava aus, wobei Weilandt in beiden Partien eingesetzt wurde. Nach einem sechsten Platz in der Oberligasaison 1989/90 gewann Rostock in der letzten Meisterschaftsrunde der DDR 1990/91 die Meisterschaft und qualifizierte sich damit für die erste gesamtdeutsche Saison der Bundesliga. Dabei hatte Weilandt nicht nur 22 Oberliga-Einsätze für die Hanseaten absolviert, sondern war auch im letztmals am 2. Juni 1991 ausgetragenen Pokalfinale der DDR am erstmaligen Pokalsieg der Hanseaten beteiligt.
Nach zehn erzielten Toren in 103 Einsätzen in den Ligen des ostdeutschen Fußballverbands und zwei Toren in 17 Einsätzen im FDGB-Pokal spielte Weilandt 1991/92 erstmals in der Bundesliga, kam jedoch nur auf acht Einsätze für den F.C. Hansa, der zum Saisonende in die 2. Bundesliga abstieg. Weilandt entwickelte sich daraufhin erneut zum Stammspieler und erzielte in drei Jahren bis zum Aufstieg in die Bundesliga in der Saison 1994/95 vier Tore in 102 Zweitligaeinsätzen.
1995/96 wie auch 1997/98 belegte Weilandt mit Hansa den sechsten Tabellenplatz der höchsten deutschen Spielklasse, doch nur 1998 nahm Hansa am damit erreichten UI-Cup teil. Für die dritte Runde gesetzt schied Rostock in dieser gegen den ungarischen Debreceni Vasutas SC aus, wobei Weilandt in beiden Partien eingesetzt wurde. Ab der Saison 2000/01 gehörte Weilandt nicht mehr zur Stammformation und absolvierte in dieser wie auch in der Saison 2001/02 jeweils lediglich vier Einsätze, womit Weilandt insgesamt 160 Einsätze in der Bundesliga absolvierte.
Nach 405 Pflichtspieleinsätzen für den F.C. Hansa Rostock – darunter 365 Liga-, 36 Pokal- und vier Europapokaleinsätze – beendete Weilandt im Sommer 2002 seine aktive Karriere, die er durchgehend beim F.C. Hansa verbracht hatte. Weilandt ist damit der Spieler mit den meisten Liga-Einsätzen für Rostock und bestritt nach Juri Schlünz (406) die zweitmeisten Pflichtspieleinsätze für die Hanseaten.

### Auswahleinsätze
Hilmar Weilandt absolvierte sieben Spiele für die Juniorenauswahl des DFV. Bei den Jugendwettkämpfen der Freundschaft im Sommer 1984 wurde der Rostocker mit der ostdeutschen U-18 in Ungarn Siebter.
Im Jahr 1990 wurde er vom letzten DDR-Nationaltrainer Eduard Geyer in zwei Partien in der DDR-A-Nationalmannschaft aufgeboten. Im selben Jahr lief der Rostocker auch in einem Spiel der B-Auswahl auf.

## Erfolge
- 1987: Finalist im FDGB-Pokal
- 1987: Meister der DDR-Liga und Aufstieg in die DDR-Oberliga
- 1991: NOFV-Meister und Qualifikation zur 1. Bundesliga
- 1991: NOFV-Pokalsieger
- 1995: Meister der 2. Bundesliga und Aufstieg in die 1. Bundesliga
- 1996: 6. Platz in der 1. Bundesliga
- 1998: 6. Platz in der 1. Bundesliga
- 2000: Halbfinalist im DFB-Pokal

## Privates
In den DDR-Sportmedien der 1980er-Jahre wurde für Weilandt als Beruf Elektromechaniker angegeben. Im April 2016 verließ er das für die Vermarktung des F.C. Hansa zuständige Unternehmen Infront Germany. Sein Sohn Tom Weilandt spielte ebenfalls für Hansa Rostock.